# Roggiano Gravina
Roggiano Gravina – miejscowość i gmina we Włoszech, w regionie Kalabria, w prowincji Cosenza.
Według danych na rok 2004 gminę zamieszkiwały 7702 osoby, 175 os./km².